# 陳家祠駅
陳家祠駅（ちんかしえき）は、中華人民共和国広東省広州市に位置する広州地下鉄1号線及び8号線の駅。

## 利用可能な鉄道路線
広州地下鉄
■1号線
■8号線

## 駅構造
| 地下1階 | コンコース ■1号線          | 改札口、自動券売機、サービスセンター、駅商店、駅警備室、セキュリティ |  |
|         | 連絡コンコース             | 1号線と8号線を連絡                                                   |  |
|         | コンコース ■8号線          | 改札口、自動券売機、サービスセンター、セキュリティ                   |  |
| 地下2階 | 2番線                      | 1号線 長寿路へ（西塱方面）                                           |  |
|         | 島式ホーム、左側の扉が開く |                                                                      |  |
|         | 1番線                      | 1号線 西門口へ（広州東駅方面）                                       |  |
|         | 設備フロア                 | 駅設備                                                               |  |
| 地下3階 | 3番線                      | 8号線 彩虹橋へ（滘心方面）                                           |  |
|         | 島式ホーム、左側の扉が開く |                                                                      |  |
|         | 4番線                      | 8号線 華林寺へ（万勝囲方面）                                         |  |

## 駅周辺
- 陳家祠（陳氏書院）
- 市三十二中学
- 広州巻烟二廠
- 新光城市広場
- 家楽福康王店
- 市第四中学

### 路線バス
- 85 中山八路—天平架
- 88 西場—南天商業城
- 104 中山八路—海印橋
- 107 中山八路—東山
- 109 中山八路—天平架
- 114 羅冲囲—南田路
- 128 珠島花園—海印橋
- 193 汾水小区—広衛路
- 204 中山八路—珠江帝景園
- 233 滘口バスターミナル—広州東駅
- 250 中山八路—石榴崗
- 260 市ターミナル—塩歩(雅居楽雍景豪園)
- 286 黄岐第一城—広衛路
- 旅遊1線 中山八路—云台花園
- 旅遊2線 中山八路—天河公交場
- 夜2 凰崗—文徳路
- 夜27 滘口バスターミナル—車陂
- 夜30 羅冲囲—南天商業城
- 夜31 珠島花園—海印橋

## 歴史
- 1999年6月28日：1号線の駅として開業[1]。
- 2020年11月26日：8号線の開業に伴い、乗り換え駅となる[2]。

## 隣の駅
広州地下鉄
■1号線
長寿路駅 106 - 陳家祠駅 107 - 西門口駅 108
■8号線
彩虹橋駅 811 - 陳家祠駅 812 - 華林寺駅 813